# 風俗三十二相

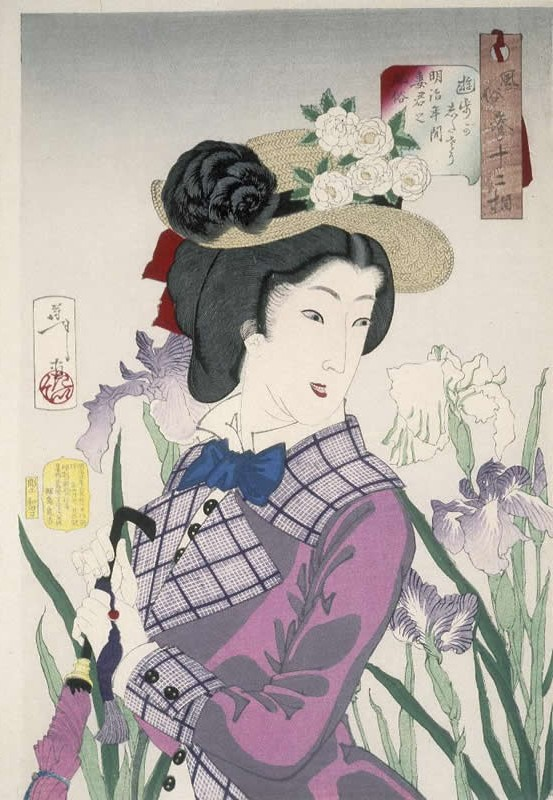
「遊歩がしたさう　明治年間妻君之風俗」
連作の最後を飾るこの作品は、結髪に麦わら帽子、洋服姿に洋傘を持つ和洋折衷の装いの上流婦人を描き、文明開化期の気風をよく表している。

『風俗三十二相』（ふうぞくさんじゅうにそう）は、月岡芳年が1888年（明治21年）、数え50歳の時に発表した浮世絵の連作。大判32枚、目録共33枚揃の美人画錦絵である。江戸時代後期寛政年間から明治時代にかけての様々な年代・年齢・階層の女性を描き、芳年美人画中の傑作・代表作と評価されている。版元は日本橋馬喰町の島鮮堂綱島亀吉。

## 解説

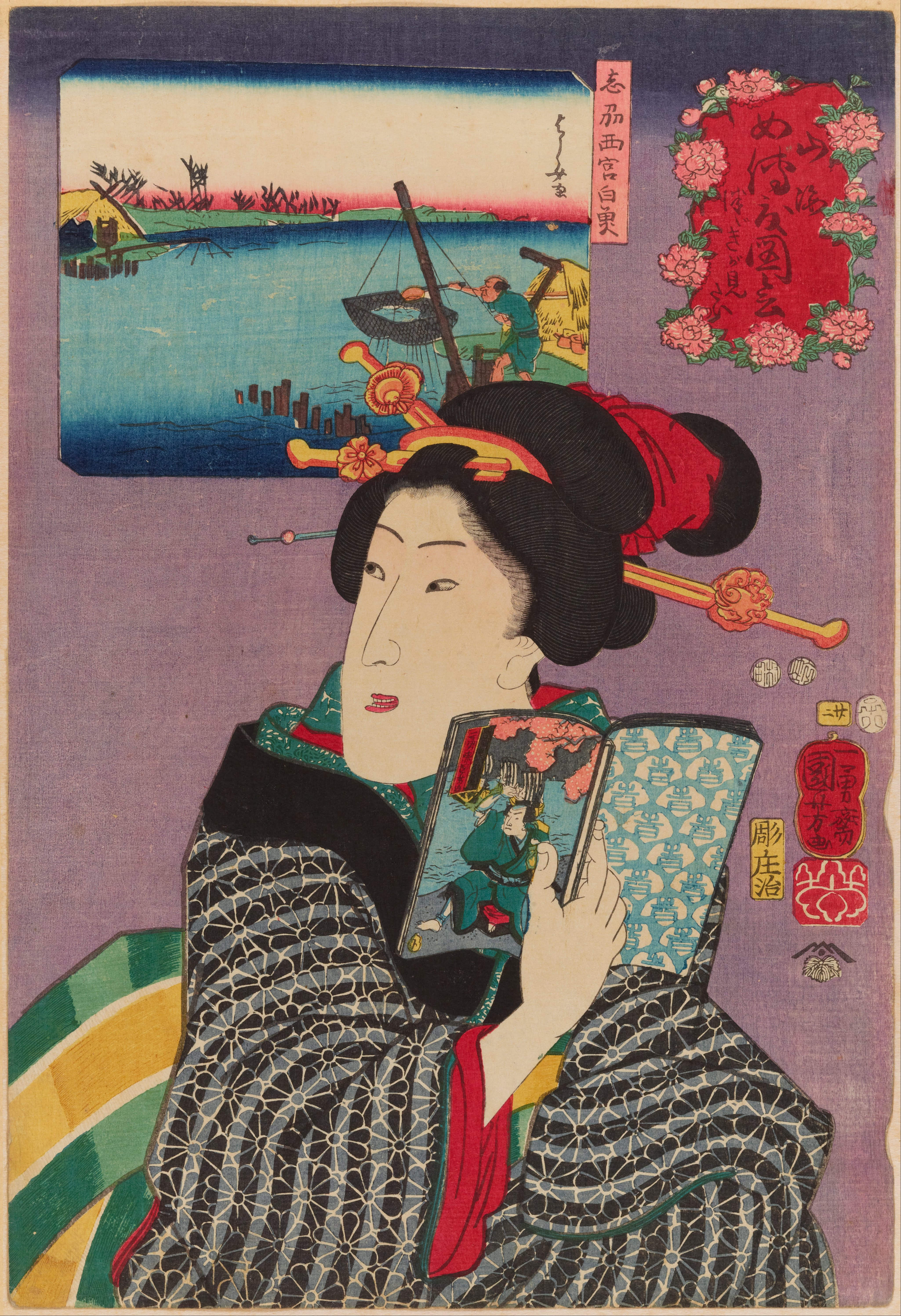
歌川国芳『山海愛度図会』より「つゞきが見たい」。師国芳の作品は芳年に影響を与えたと考えられる。

### 題名と先行作品
「三十二相」とは元々仏教用語で、白毫や後光など、仏に備わる三十二の優れた身体的特徴を指し、転じて女性の容貌や姿形の美しさを指すようにもなった。三十二相を女性の身体特徴になぞらえることは、浮世絵では享保・元文年間の西村重信『三十二相象』等に既に見られ、芳年に直接影響を与えたと考えられる近い時期の作品としては、歌川国貞の『当世三十二相』『今様三十二相』、豊原国周の『当勢三十二想』が挙げられる。また、作品の題材や構図には師である歌川国芳からの学習や模倣も認められる。

### 構成
32作の題名はいずれも「～さう」（～そう）という女性の様態を示す言葉であり、それに「寛政年間女郎の風俗」のように、描かれた女性の時代と身分を説明する副題が付されている。芳年の制作から百年近く前の寛政年間に始まり、享和・文化・文政・天保・弘化・嘉永・安政と各時代を描き、その後幕末の万延から慶応の約8年間を省略し、明治時代に続いている。江戸時代の女性が23作、明治時代の女性が9作で構成され、過ぎ去った時代への芳年のノスタルジーも込められている。

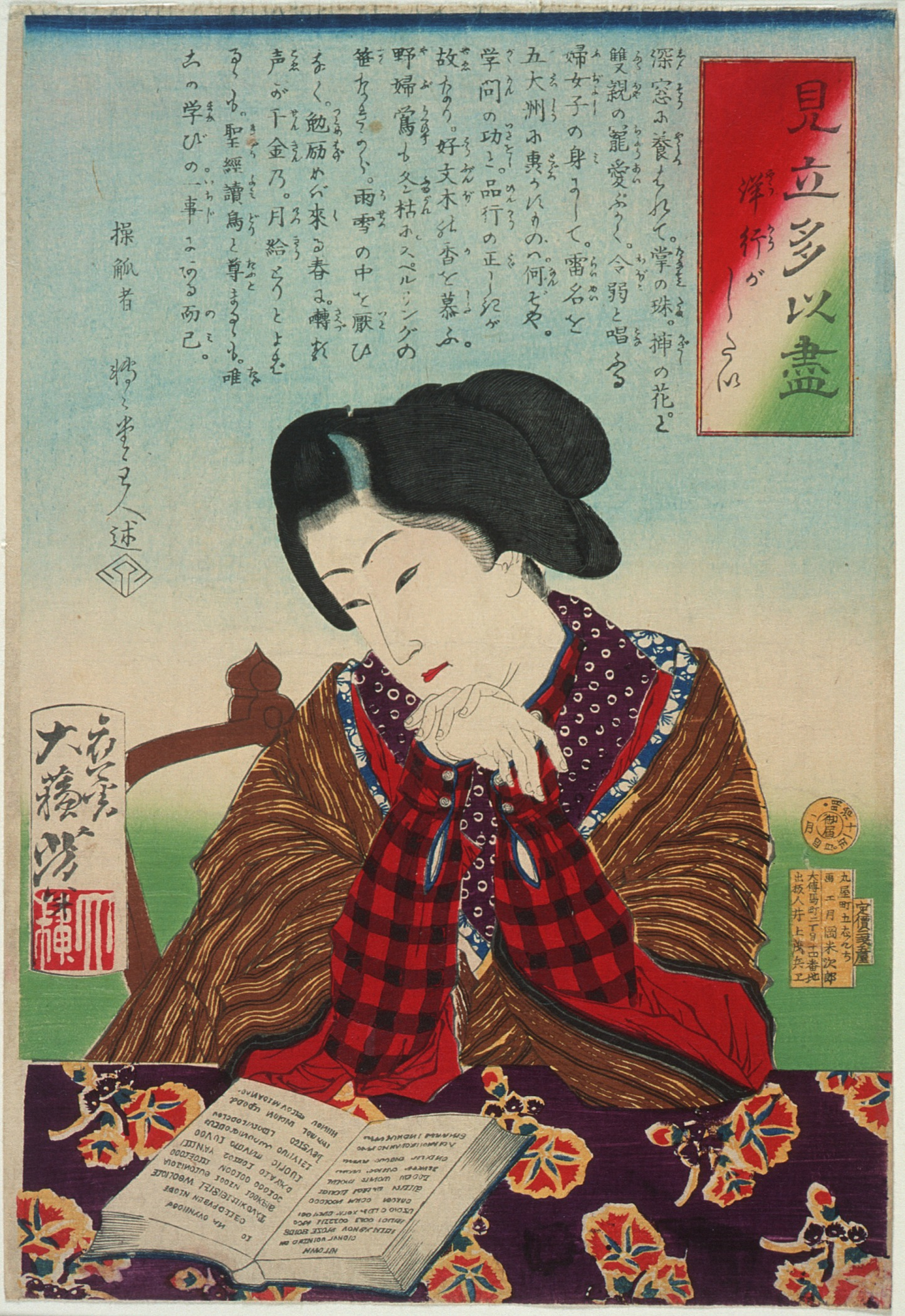
芳年『見立多以尽』より「洋行がしたい」（1878年［明治11年］）。この連作では女性の感情を戯文を付し説明している。

女性の感情を題材とするという点で、『見立多以尽』（みたてたいづくし）（1877年［明治10年］～1878年［明治11年］）はコンセプトを共通する作品である。この連作では各作品の題名を「～したい」とし、余白部分に女性の内面を解説する戯文を添えていた。一方、本作では題名以外の解説を廃し、表情と体の動きのみで女性の内面を描写することに挑戦している。

### 彫り・摺り
本作では女性美の表現のために彫り・摺りにも特に注意が払われている。生え際の毛髪を一本一本表現する毛彫の技法は、師匠格の職人が手がける高度な技法であるが、本作では1mmの間隔の間に何本もの線が彫られ、眉毛や睫毛にも同様の技法が用いられている。毛髪について芳年は、自身の版下絵の通りに彫るよう特に彫師に注文を出したという。女性たちの着物の柄の細かさにも彫師のこだわりが表れている。摺りでは、例えば「けむさう」(6) においては、灰色の煙に薄い茶色のぼかしを入れて濃淡を表現し、さらに部分的にのみ後方の着物や団扇を刷ることで霞んで見える効果を狙っている。

### 評価
本作では江戸・明治の女性の心理が現代の鑑賞者にも分かりやすく情感豊かに表現されており、単なる肖像画としての美人画ではなく内面描写にまで踏み込んだ点が特筆される。また、寛政から明治までの約百年間に渡り、芸者・遊女・官女・御小姓といった様々な職業、妻・妾・娘といった年齢や身分、江戸・京・名古屋などの地域差など、幅広い女性の姿を扱い、それらの髪型・服装・小物・化粧などを描き分けていることで、風俗史史料としての意義も大きい。

## 作品一覧
- 目次
- 1. うるささう
寛政年間処女之風俗
- 2. しだらなささう
寛政年間京都芸子風俗
- 3. いたさう
寛政年間女郎の風俗
- 4. あつたかさう
寛政年間町家後家の風俗
- 5. ひんがよささう
享和年間官女之風俗
- 6. けむさう
享和年間内室之風俗
- 7. つめたさう
文化年間めかけの風俗
- 8. あつさう
文政年間内室の風俗
- 9. おもしろさう
文政年間奥女中の風俗
- 10. しなやかさう
天保年間傾城之風俗
- 11. さむさう
天保年間深川仲町芸者風俗
- 12. おもたさう
天保年間深川かるこの風ぞく
- 13. みたさう
天保年間御小姓之風俗
- 14. にあいさう
弘化年間廓の芸者風俗
- 15. めがさめさう
弘化年間むすめの風俗
- 16. かゆさう
嘉永年間かこゐものの風ぞく
- 17. むまさう
嘉永年間女郎之風俗
- 18. かいたさう
嘉永年間おかみさんの風俗
- 19. じれつたさう
嘉永年間鳶妻之風俗
- 20. たのしんでゐさう
嘉永年間師匠之風俗
- 21. あいたさう
嘉永年間おいらんの婦宇俗
- 22. のみたさう
安政年間町芸者俗ニ酌人之風俗
- 23. にくらしさう
安政年間名古屋嬢之風俗
- 24. すゞしさう
明治五六年以来芸妓の風俗
- 25. おきがつきさう
明治年間西京仲居之風俗
- 26. かわゆらしさう
明治十年以来内室の風俗
- 27. 暗さう
明治年間妻君の風俗
- 28. あぶなさう
明治年間当時芸妓の風俗
- 29. はづかしさう
明治年間むすめの風俗
- 30. ねむさう
明治年間娼妓の風俗
- 31. うれしさう
明治稔間当今芸妓之婦宇曽久
- 32. 遊歩がしたさう
明治年間妻君之風俗

### 参照
1. 1 2 3 4  日野原、50頁。
2. 1 2 3  悳、66頁。
3. 1 2 3  日本経済新聞社、47頁。
4. 1 2 3 4  日野原、32頁。
5. 1 2 3 4 5  河出書房新社、121頁。
6. 1 2 3  別冊太陽、132頁。
7. 1 2  別冊太陽、91頁。
8. 1 2 3  日野原、68頁。
9. ↑  日野原、9頁。
10. 1 2  日野原、11頁。